# Staphorst (Overijssel)
Staphorst (anhörenⓘ) ist eine Gemeinde in den Niederlanden, Provinz Overijssel. Sie hat eine Gesamtfläche von etwa 136 km² und zählt 17.973 Einwohner (Stand: 1. Januar 2025).
Die Gemeinde besteht aus den Dörfern Staphorst als Sitz der Gemeindeverwaltung, Rouveen, IJhorst, und dem Ort Punthorst.

## Lage und Wirtschaft
Staphorst liegt in einem Moorgebiet 6 km südlich von Meppel und 20 km nördlich von Zwolle, an der Autobahn A 28 Zwolle – Meppel – Groningen/Leeuwarden. Auch die Eisenbahnstrecke zwischen diesen Städten führt durch die Gemeinde, einen Bahnhof hat Staphorst aber nicht.
Die Gemeinde ist reich an Milchviehbauernhöfen. Es gibt etwas Metall-, Holzverarbeitungs- und Kunststoffindustrie. Der Osten der Gemeinde bei IJhorst ist sandig und waldreich, dort ist der Tourismus von Bedeutung.

## Geschichte und Charakter

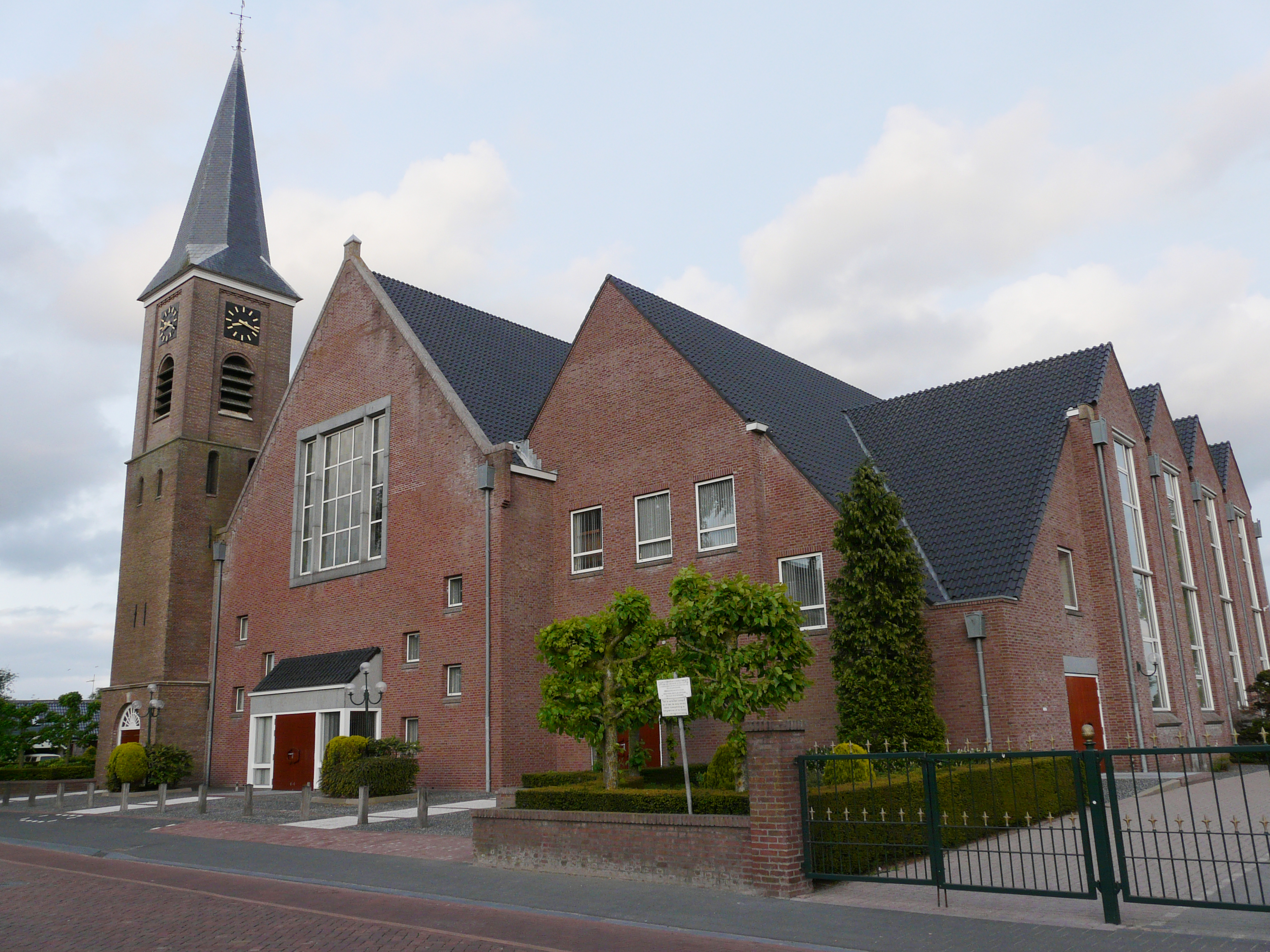
Wiederhergestellte Reformierte Kirche

Die Dörfer entstanden im 13. Jahrhundert, als sich Bauern ansiedelten, um das Moor urbar zu machen und Torf zu gewinnen. Das langgedehnte Staphorst, das nach Süden hin unmerklich in Rouveen übergeht, wurde im Laufe der Jahrhunderte einige Male samt seiner Dorfstraße (die Teil des uralten Handelsweges Zwolle – Groningen war) völlig abgerissen und etwas weiter neu erbaut.
Während der deutschen Besetzung der Niederlande verschleppte die deutsche Polizei am 30. und 31. August 1944 20 männliche Bewohner des Dorfes, welche als „Vergeltungsgeiseln“ zuerst in das Durchgangslager Amersfoort und dann am 6. September in das KZ Neuengamme deportiert wurden. Alle 20 Deportierten wurden dort ermordet. Der Stapenhorster Geschichtsverein errichtete 2023 ein Mahnmal im Andenken an die 20 Männer im Gedenkhain der KZ-Gedenkstätte Neuengamme.
Das Dorf besteht aus charakteristischen, zum Teil grün gestrichenen Bauernhöfen, meist aus den Jahren 1800 bis 1920, auf schmalen, kilometerlangen Parzellen. Die meisten Bewohner dieser Gemeinschaft gehören orthodox calvinistischen Kirchen an. Wie auch im Fischerdorf Spakenburg tragen an Sonntagen vor allem die älteren Frauen noch die traditionellen Trachten. An diesen Tagen gilt ein Fotografierverbot für Besucher.
Ein Museumsbauernhof wurde im Ortskern eingerichtet, um dem Besucher einen Einblick in das Leben in diesem Dorf zu bieten.
Der Ort liegt im nördlichen Bereich des so genannten niederländischen „Bibelgürtels“, wo der orthodoxe Calvinismus stark vertreten ist. Im Jahr 1971 kam es zu einem kleinen lokalen Poliomyelitis-Ausbruch in Staphorst mit 39 Erkrankten und 5 Todesfällen. Einige Überlebende behielten dauerhafte Lähmungen zurück. Viele orthodoxe Calvinisten hatten ihre Kinder aus religiösen Vorbehalten nicht impfen lassen. Auch heute sind noch etwa 20 % der Bevölkerung ungeimpft, weswegen das Gebiet der Weltgesundheitsorganisation als Gefahrenzone gilt.

## Politik
Im niederländischen Bibelgürtel sowie in Staphorst ist die SGP stark vorherrschend. So konnte sie bei der letzten Kommunalwahl im Jahr 2022 mit über einem Drittel aller Stimmen den Sieg für sich beanspruchen.

### Gemeinderat
Seit 1982 wird der Gemeinderat von Staphorst folgendermaßen geformt:
| Partei                         | Sitze | Sitze | Sitze | Sitze | Sitze | Sitze | Sitze | Sitze | Sitze | Sitze | Sitze |
| Partei                         | 1982  | 1986  | 1990  | 1994  | 1998  | 2002  | 2006  | 2010  | 2014  | 2018  | 2022  |
| ------------------------------ | ----- | ----- | ----- | ----- | ----- | ----- | ----- | ----- | ----- | ----- | ----- |
| SGP                            | 5     | 5     | 5     | 5     | 5     | 6     | 6     | 5     | 5     | 5     | 6     |
| ChristenUnie                   | –     | –     | –     | –     | –     | 4     | 4     | 4     | 4     | 5     | 5     |
| CDA                            | 3     | 3     | 3     | 2     | 3     | 3     | 3     | 3     | 4     | 4     | 3     |
| Gemeentebelangen Staphorst     | –     | 2     | 2     | 2     | 3     | 2     | 2     | 3     | 2     | 2     | 2     |
| VVD                            | 2     | 2     | 2     | 2     | 3     | 2     | 2     | –     | –     | –     | –     |
| PvdA                           | 2     | 2     | 2     | 2     | 2     | 2     | 2     | 2     | 2     | 1     | 1     |
| Democratische Partij Staphorst | –     | –     | –     | –     | –     | –     | –     | –     | –     | 0     | –     |
| RPF                            | 1     | 2     | 1     | 2     | 3     | –     | –     | –     | –     | –     | –     |
| GPV                            | 1     | 1     | 1     | 1     | 1     | –     | –     | –     | –     | –     | –     |
| Boerenpartij                   | 1     | 0     | 1     | 1     | 0     | –     | –     | –     | –     | –     | –     |
| Gesamt                         | 15    | 15    | 15    | 15    | 17    | 17    | 17    | 17    | 17    | 17    | 17    |

## Sehenswürdigkeiten
- Museumsbauernhof
- Wald bei IJhorst mit vielen Campingplätzen usw.
- An Wochentagen bekommt man einen guten Eindruck von Staphorst, wenn man die lange Dorfstraße (Gemeenteweg) mit dem Fahrrad abfährt

## Sport
Bekanntester Verein der Gemeinde ist die „Sport Vereniging Staphorst“. Ihre erste Fußballmannschaft ist 2009 erstmals in die Hoofdklasse, der damals höchsten niederländischen Amateurliga, aufgestiegen und darf sich daher „Drittligist“ nennen. Vereinsfarben sind Blau-Gelb, analog zu jenen der Gemeinde.

## Persönlichkeiten

### Söhne und Töchter der Stadt
- Arjan Smit (* 1978), niederländischer Inline-Speedskater und Eisschnellläufer

### Persönlichkeiten, die vor Ort gewirkt haben
- Stien Eelsingh (1903–1964), niederländische Malerin, lebte von 1942 bis 1964 mit ihrem Mann Roelof Frankot in Staphorst
- Roelof Frankot (1911–1984), niederländischer Künstler, lebte von 1942 bis 1948 mit seiner Frau Stien Eelsingh in Staphorst
- Abe Lenstra (1920–1985), niederländischer Fußballspieler, verbrachte seine letzten Lebensjahre in Staphorst